# Глубоководный удильщик-звездочёт
Глубоководный удильщик-звездочёт (лат. Ceratias uranoscopus) — вид глубоководных лучепёрых рыб из семейства цератиевых (Ceratiidae) отряда удильщикообразных.
Самки достигают в длину 24 см. У взрослых самок первый луч спинного плавника преобразован в иллиций. Карликовые самцы длиной до 2,5 см, паразитируют на самках. Высокоразвитые органы чувств самцов позволяют им находить самок, после чего они прикрепляются к телу как паразиты, и в конечном итоге внедряются в ткани и кровеносные сосуды самки. Глубоководная морская батипелагическая рыба, встречается в тропических водах всех океанов на глубине от 95 до 4000 м, обычно 500—1000 м.
Для человека глубоководный удильщик-звездочёт безвреден и коммерческой ценности не имеет. Считается видом вне опасности.